# Jimmi Madsen
Jimmi Madsen (nascido em 4 de janeiro de 1969) é um ex-ciclista dinamarquês que competia em provas do ciclismo de pista. Defendeu as cores da Dinamarca nos Jogos Olímpicos de Verão de 1988, 1992, 1996 e 2000. Conquistou uma medalha de bronze na perseguição por equipes em 1992.